# Nasionale Vrouemonument
Le Nasionale Vrouemonument (monument national aux femmes en afrikaans) est un monument sud-africain situé à Bloemfontein dans la province de l'État-Libre. Il commémore la mémoire des quelque 27 000 femmes et enfants qui sont morts dans les camps de concentration britanniques durant la guerre des Boers. 
Ce monument a été conçu par l'architecte Francois Soff (1867–1936) et le sculpteur Anton van Wouw. Il est inscrit au registre des monuments nationaux depuis 1982 au niveau des sites historiques de province,.

## Description
Il se compose d'un obélisque de 35 mètres de hauteur et de murets semi-circulaires sur ses côtés. 
Les statues centrales en bronze représentant deux femmes affligées et un enfant mourant dans le camp de Springfontein ont été sculptées par Anton van Wouw, qui s'est directement inspiré d'une description faite par la militante pacifiste anglaise Emily Hobhouse. Celle-ci, durant son voyage dans l'État libre d'Orange, avait vu à la gare de Springfontein, une mère assise tenant son enfant mourant.
La sculpture allait devenir plus tard le synonyme de la lutte des femmes et des enfants dans les camps de concentration britanniques. Elle fait également écho au souhait initial du président Marthinus Steyn de dédier le monument aux femmes et aux enfants qui ont souffert durant les 3 années de guerre.

## Inauguration et développement
Le monument a été inauguré le 16 décembre 1913, en présence de près de 20 000 Sud-Africains. Date symbolique, le 16 décembre fait référence à la date de la Bataille de Blood River qui n'a pourtant rien à voir avec ce que le monument commémore. La presse anglophone regretta le choix qui avait été fait d’inaugurer le monument un 16 décembre et non à un autre jour de l'année, estimant que ce choix était lié à l'agenda nationaliste afrikaner qui ravivait les souvenirs afrikaners de leurs victoires passées, alors qu'une autre date n'aurait pas pour autant diminuer la solennité de l'événement. Pour Martinus Steyn, le Vrouemonument devait cependant restaurer le respect et la confiance des Afrikaners en leur nation, en rappelant ainsi ces victoires, alors que les Afrikaners venaient de subir une grande défaite, la perte de leur indépendance et que nombreuses étaient les familles Afrikaners encore dans le deuil de leurs proches et en proie à de grandes difficultés économiques (à la guerre s'était ajouté des épidémies, notamment de peste bovine et de graves périodes de sécheresses).
Treize ans plus tard, les cendres d'Emily Hobhouse ont été déposées au pied du monument. 
À côté du monument se trouvent aussi les tombes du général et homme politique Christiaan de Wet, du révérend J.D. Kestell, du président de l'État libre d'Orange Marthinus Theunis Steyn et de son épouse.
En 1931, un Musée de la Guerre Anglo-Boer est inauguré à proximité du Monument national aux femmes.
Plusieurs autres statues ont été érigées dans l'enceinte du site comprenant le musée et le monument aux femmes. 
- La statue de l'adieu (1986) : situé devant le musée, ce monument équestre du sculpteur Danie de Jager représente l'adieu d'une femme à son mari répondant à l'appel aux armes pour rejoindre les commandos boers. Le sentiment d'urgence est notamment symbolisé par le cheval fougueux et le bébé endormi dans les bras de la femme.
- La statue équestre du combattant jusqu'au-boutiste (Die Bittereinder - 1994) : située sur une colline adjacente, la statue équestre en bronze du combattant boer jusqu'au-boutiste est orienté vers Bloemfontein. Œuvre également de Danie de Jager, le combattant Boer est représenté dans une position de lassitude, les vêtements élimés, l'apparence hirsute et les épaules voûtées. Son cheval est décharné. Cette pose symbolise les sacrifices faits pour résister à l'ennemi ainsi que l'inéluctabilité de la défaite.
- La statue des déportés (1983) : sculpture de Danie de Jager, elle représente un vieil homme et un jeune garçon boer, forcés à s'exiler par les Britanniques, regardant tristement par-dessus la rambarde d'un bateau leur patrie bien-aimée au-dessous de l'horizon. Cette statue honore les prisonniers de guerre, morts à l'étranger. À la base de la statue figure une plaque de bronze affichant les noms de ceux qui sont morts dans les camps de concentration et en déportation hors d'Afrique du Sud.
- Un bloc de ciment (1938), sur lequel sont gravées des traces de roues de chars à bœufs, symbolise le grand trek de 1838.

## Galerie

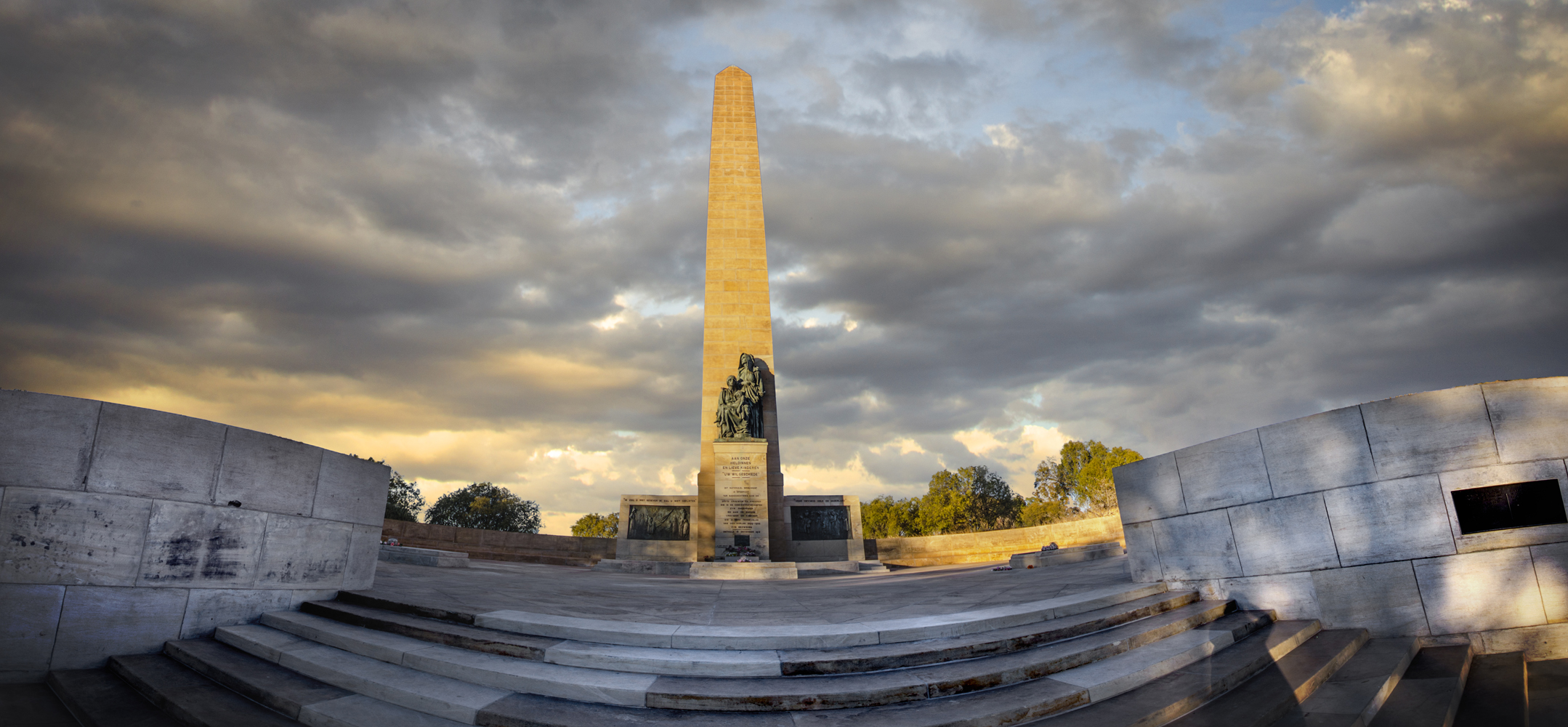
Panoramique sur le mémorial.
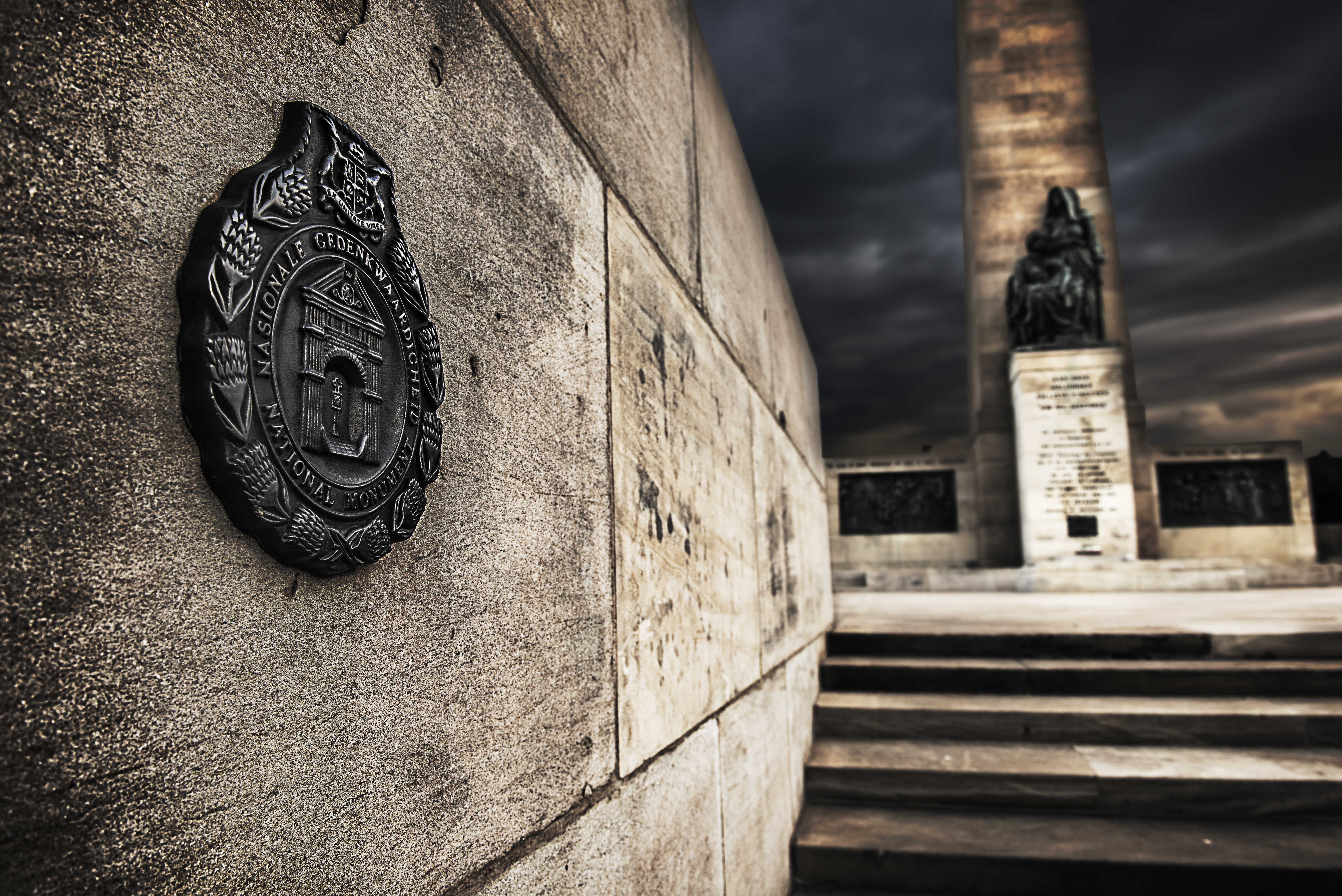
Détail du mémorial.
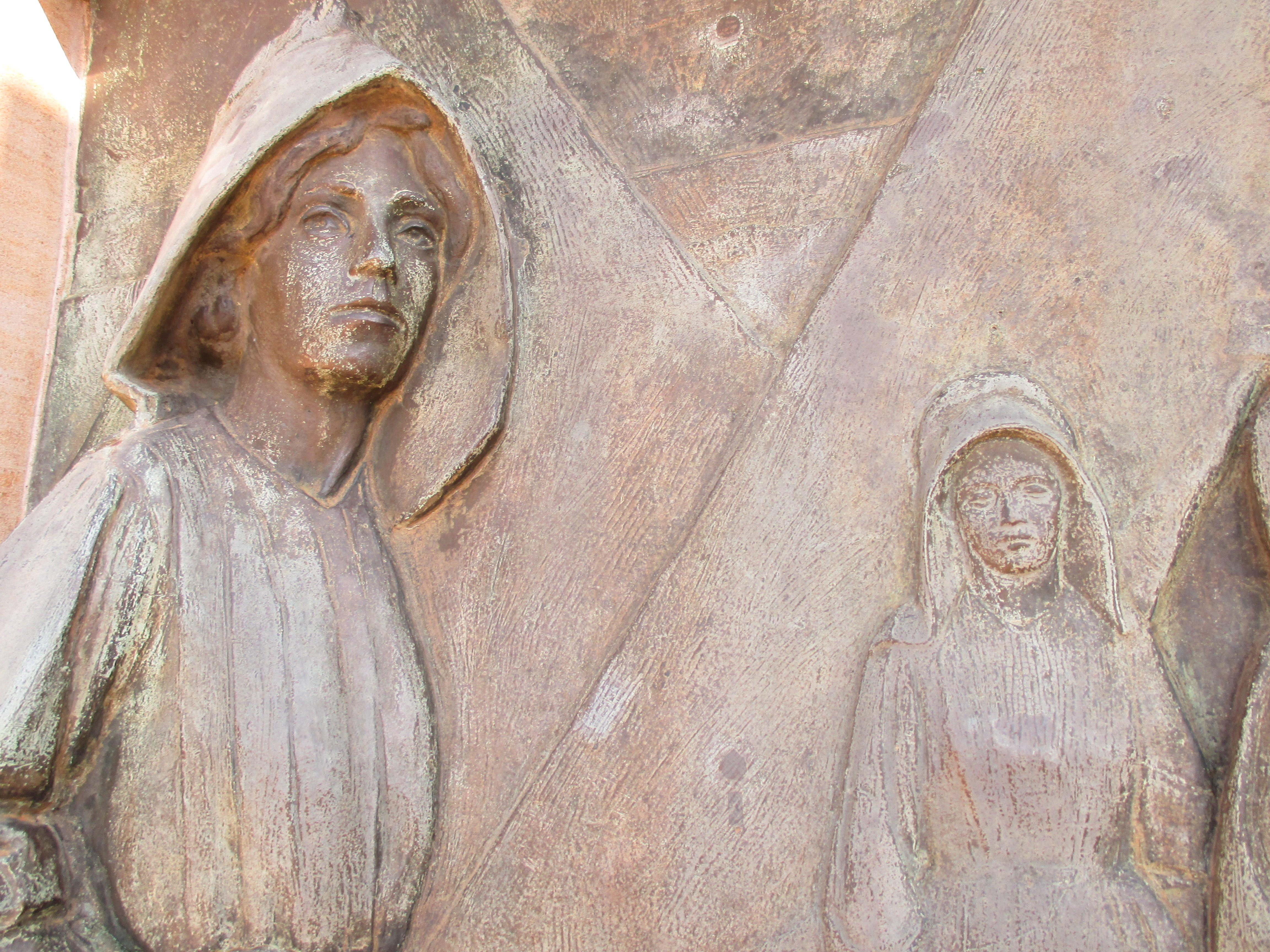
Détail de l'un des panneaux en bronze
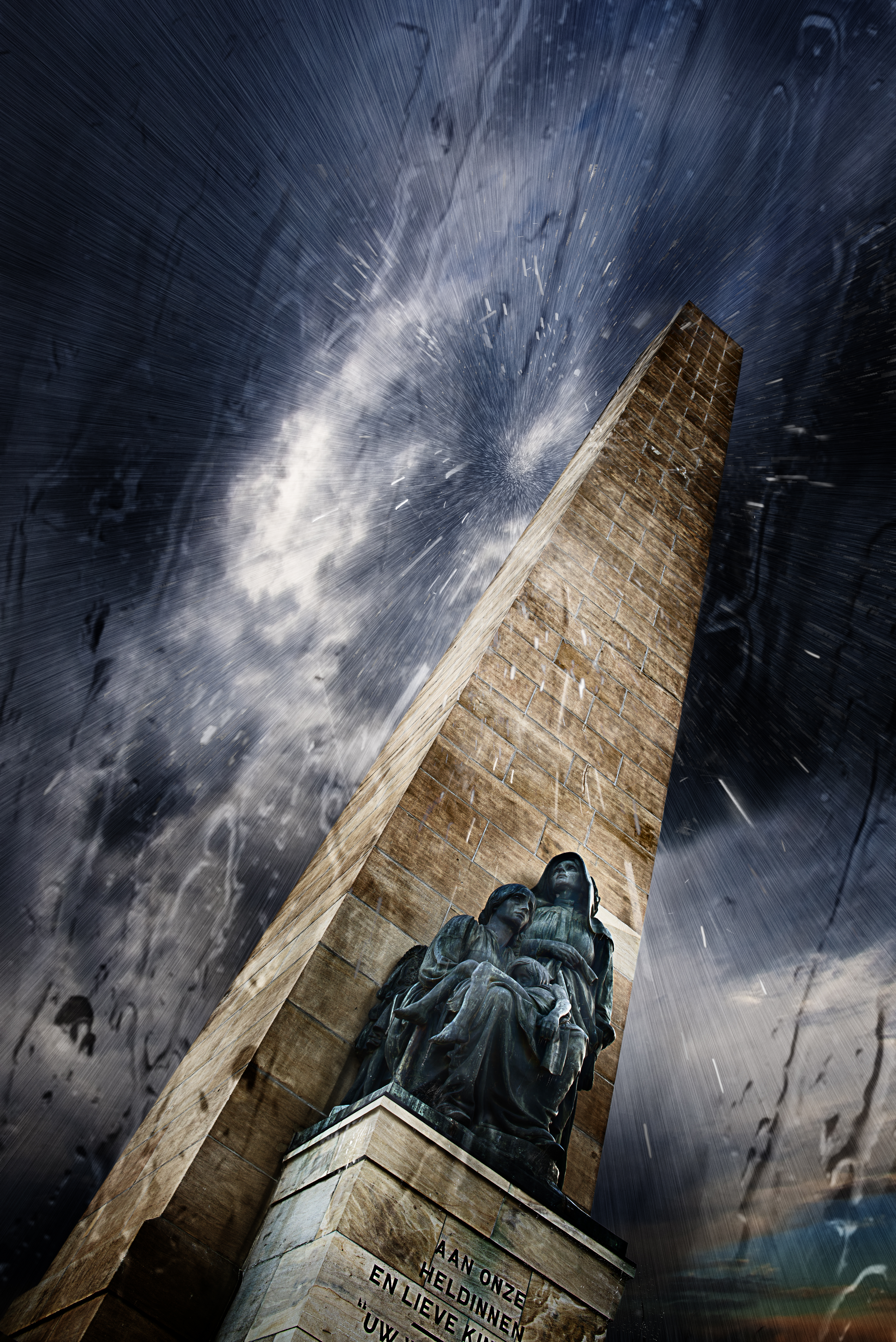
Le mémorial sous la pluie.
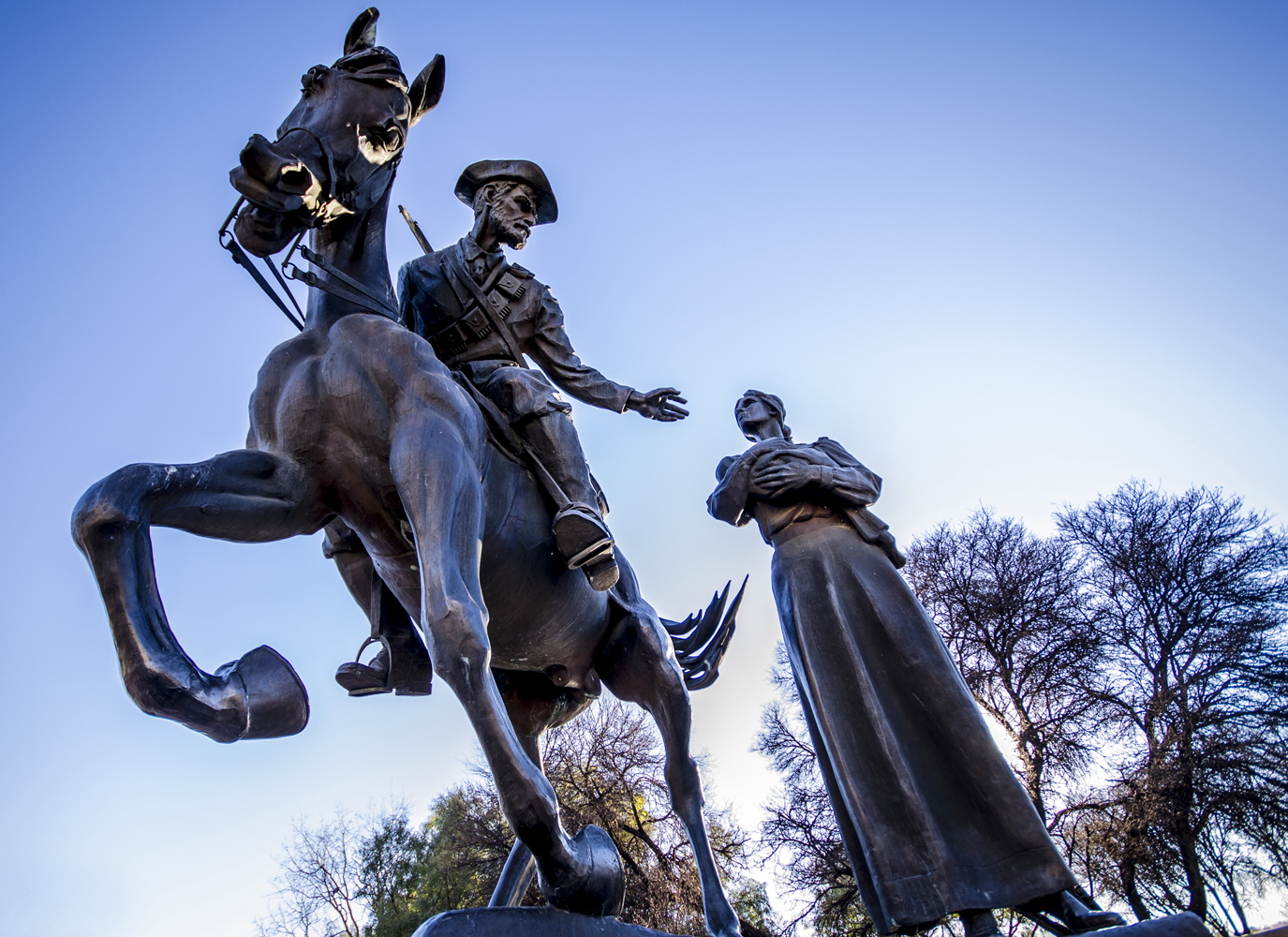
La statue des adieux du Boer à sa femme et son enfant.
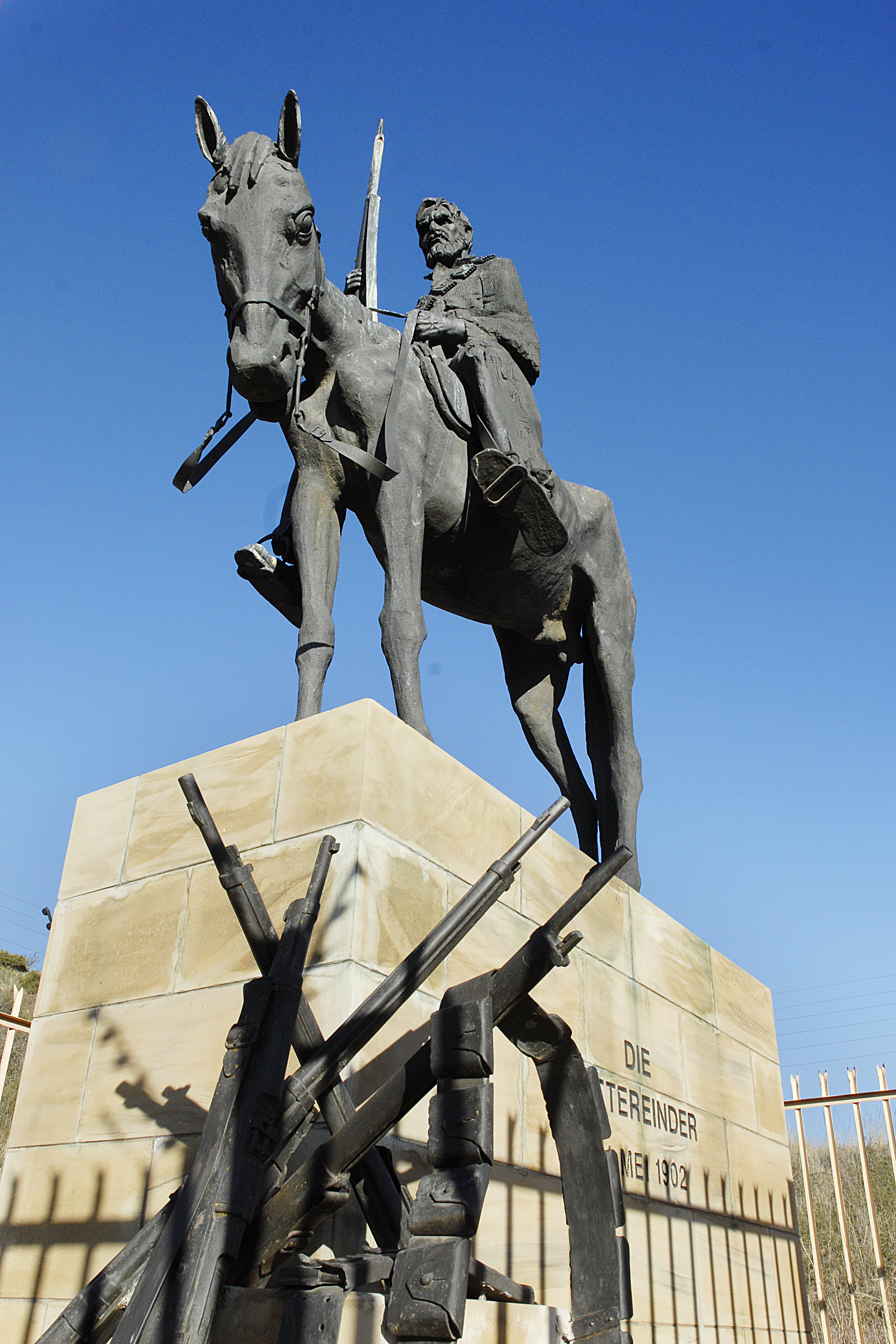
La statue du combattant patriote
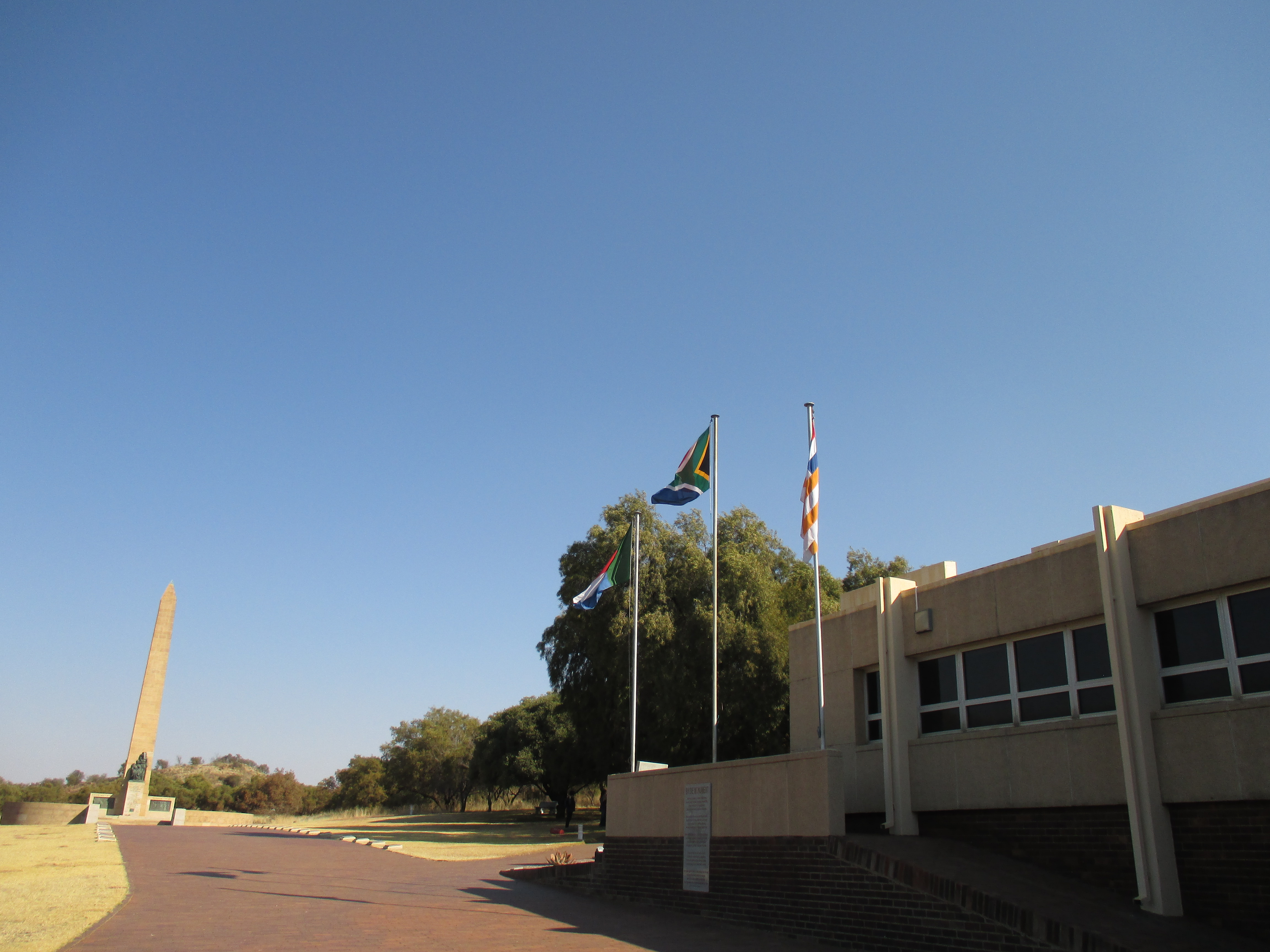
Le musée de la seconde guerre des Boers